# Hans Sebald Beham
Hans Sebald Beham (ou Peham) (Nuremberga, 1500 - Frankfurt, 1550) foi um gravurista e miniaturista do maneirismo, um dos mais importantes gravuristas alemães da geração pós-Dürer.

## Biografia
Nascido em uma família de artistas, irmão de Barthel Beham, foi banido de Nuremberg em 1525 acusado de heresia contra o protestantismo, blasfêmia e insubordinação diante das autoridades civis. Três meses depois foi autorizado a voltar, mas foi expulso novamente em 1528 acusado de plágio de obras de Dürer. Desde então passou por várias cidades alemãs até fixar-se em Frankfurt.
Foi um gravurista prolífico, produzindo mais de 1.700 obras. Muitas delas são de reduzidas dimensões. Seu estilo encontrou rápida popularidade. Além das gravuras desenhou projetos para vitrais, brasões, papel de parede e outras peças variadas, além de algumas iluminuras. Sua temática é igualmente variada, mas foca sobretudo a vida dos camponeses, a mitologia e as cenas históricas, às vezes com tintas eróticas.